# 救主慈悲像

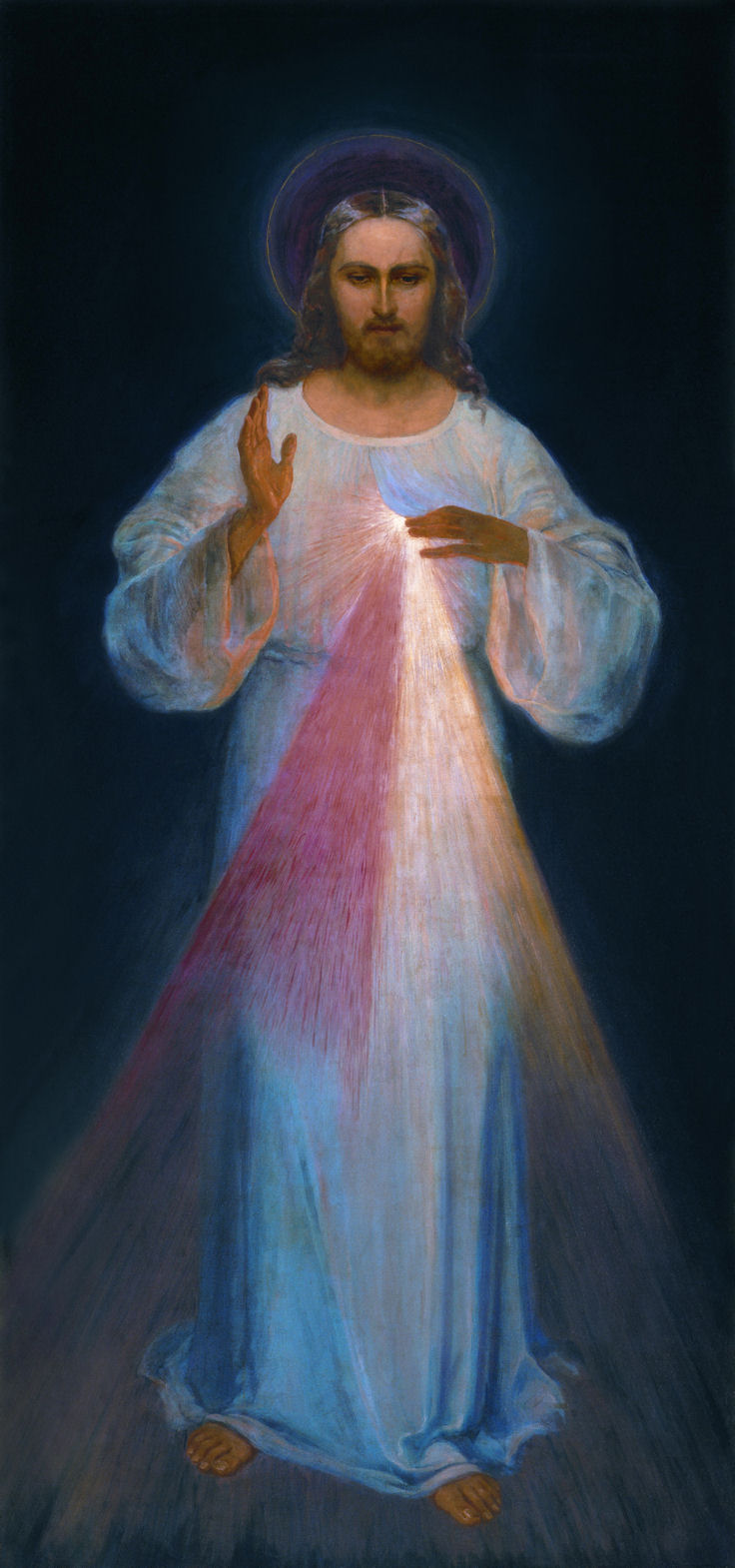
救主慈悲像的最早版本，由尤金纽什·卡齐米罗夫斯基创作于1934年。

救主慈悲像是一幅耶稣基督的圣像画，起源於波蘭修女圣女傅天娜发起的敬礼。傅天娜在日记中称自己在1931年于神视中看见了耶稣，并按耶稣的要求绘制了此圣像画，耶稣许诺敬礼此圣像的人会得到多种恩宠。
该圣像画有多个版本。在大多数版本中，耶稣举起右手祝福，左手则指向圣心。从圣心中流出红白两道光线，红光象征着基督的宝血，白光则象征着代表使灵魂成义的水。圣像画上有“耶稣，我信赖你”（波蘭語：Jezu ufam Tobie）的文字。
该圣像画最早的版本是画家尤金纽什·卡齐米罗夫斯基在傅天娜的指导下，于维尔纽斯完成的。之后其他画家又创作了数个版本，其中阿道夫·海拉在克拉科夫创作的版本十分流行。这些圣像画在世界各地受到敬礼，并用于慈悲主日中。除了天主堂，在一些圣公会教堂中也可见到此圣像。

## 历史

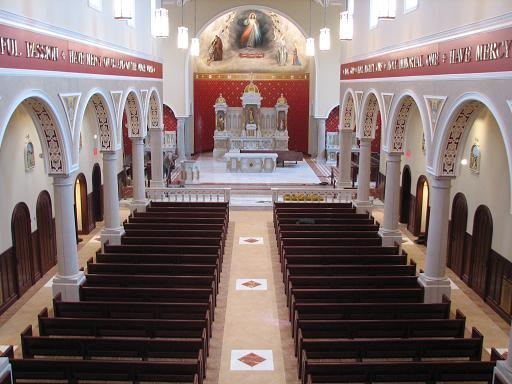
慈悲之父圣堂上方的救主慈悲像，创作于2006年。

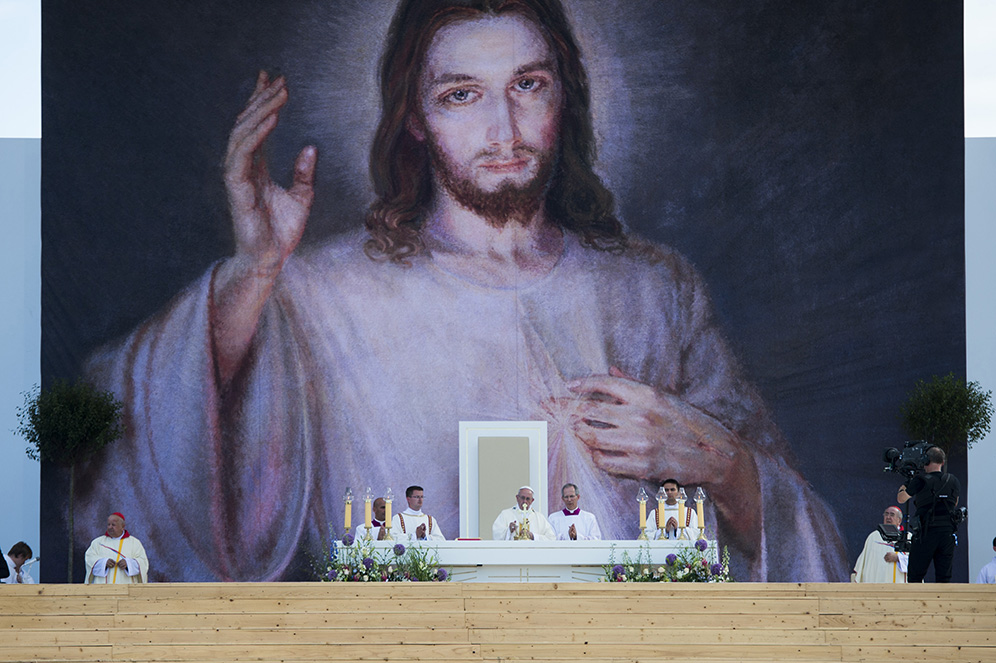
2016年世界青年节，教宗方济各在救主慈悲像前举行弥撒。

1925年，傅天娜进入了华沙的仁慈圣母修院。在之后几年里，她称自己多次在神视中看见耶稣，并与耶稣对话，这些内容被记录在日记上并在之后被出版。她的告解神师是米哈乌·索波奇科，一名司铎和神学教授。
1930年，傅天娜被派往波兰普沃茨克的修院。傅天娜在日记中称，1931年2月22日星期日晚上，耶稣在她面前显现。耶稣身着白衣，一手举起作祝福的姿势，另一只手则触碰胸前的衣服，从胸口射出一红一百两道强光。
傅天娜在日记中(第一册，47-48)写到，耶稣要求她按照自己看见的形象创作一幅圣像画，并写上“耶稣，我信赖你”。耶稣希望这幅圣像从傅天娜的小堂开始，直至世界各地都受到敬礼。
事后，另一位修女克里斯汀称那天晚上的光线透过了窗户，连街道对面的人也注意到了，她因此认为那是实在的现象而非幻觉。
由于傅天娜不会绘画，在尝试向修院的其他修女寻求帮助未果后，她尝试用木炭在画布上勾勒这幅画像，但收效甚微。在日记中(第一册，53)，傅天娜称耶稣在神视中告诉她她会获得一个“有形的帮助”。1932年11月,傅天娜离开了普沃茨克并回到华沙。1933年3月，她被派往维尔纽斯的修院做园艺工作。
傅天娜在维尔纽斯认识了米哈乌·索波奇科神父，他刚被任命为修女们的告解神师。在索波奇科的支持下，画家尤金纽什·卡齐米罗夫斯基完成了第一幅救主慈悲像，这也是唯一完全忠于傅天娜的神视的版本。傅天娜逝世后，其他艺术家也相继创作了自己的版本，其中阿道夫·海拉的版本最为流行。

## 宗教意义
2000年4月，傅天娜被列圣后，天主教对救主慈悲及救主慈悲像的敬礼流行了起来。比起神学家，这种敬礼在一般信徒中更加流行。本尼迪克特·格罗舍尔认为在2010年有超过1亿天主教徒进行这种敬礼。
在傅天娜的日记中，圣像画上的光被与生命和救赎联系起来。傅天娜还写到耶稣强调了这幅圣像画是救主慈悲敬礼的重要部分。因此，天主教的敬礼将这幅圣像画作为传递救主慈悲信息的“圣宠的管道”。
傅天娜还写到这幅圣像画与救主慈悲主日的关系。她称耶稣希望这幅圣像画在复活节后的第一个主日被隆重祝福。
教宗若望保禄二世设立了救主慈悲主日，并将它列入罗马礼仪通用日历中。在救主慈悲主日的游行中，救主慈悲像常被展示并安置在教堂中的某个位置，以供参与弥撒的人敬礼。
对救主慈悲像的敬礼还包括慈悲串经和九日敬礼。梵蒂冈的傅天娜传记提到救主慈悲像的敬礼是傅天娜的第二个使命（祈求天主对整个世界的慈悲）的一部分。在带有“耶稣，我信赖你”的救主慈悲像前祈祷，不仅是一种敬礼形式，还被列为在救主慈悲主日获得大赦的条件之一。

## 版本

### 初始版本

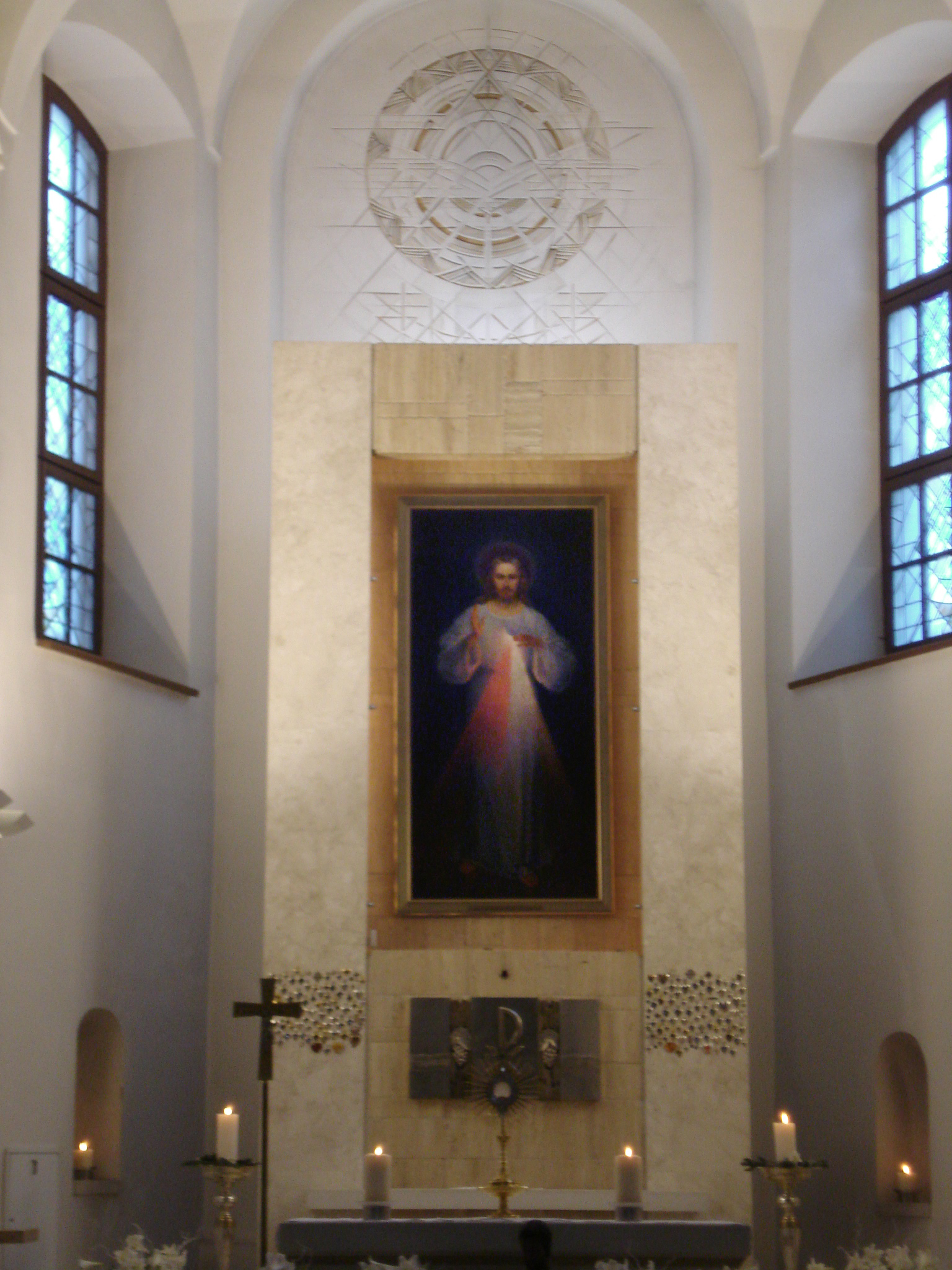
救主慈悲像的第一个版本，由尤金纽什·卡齐米罗夫斯基创作于1934年。安置于维尔纽斯的救主慈悲堂。

救主慈悲像的第一个版本是尤金纽什·卡齐米罗夫斯基在维尔纽斯创作的，并受到傅天娜及她的告解神师索波奇科的指导。索波奇科是维尔纽斯大学的神学教授，卡齐米罗夫斯基则是该大学的艺术教授，他还创作了其他宗教画。正是索波奇科将傅天娜介绍给了卡齐米罗夫斯基。傅天娜给了卡齐米罗夫斯基关于画像外观和姿势的具体指示，她说这是她在神视中看见的耶稣的形象。索波奇科则身披祭衣作为模特，并与傅天娜定期访问齐米罗夫斯基的工作室。完工的画像并未让索波奇科和傅天娜满意，但傅天娜后来写到耶稣告诉她画像美观与否并不重要，因为真正的美丽是耶稣将通过圣像给予人们的祝福。
1934年，圣像在完工后先是被安置于圣弥额尔教堂附近的伯纳丁修院，索波奇科在那里担任院长。傅天娜在日记中写到耶稣让她告诉告解神师这幅圣像更适合被放在圣堂而不是修院的走廊里。1935年4月26日至28日，这幅圣像在维尔纽斯的黎明门教堂首次公开展示。1937年复活节后的第一个主日（即日后被教宗若望保禄二世设立未救主慈悲主日的日子），这幅圣像在维尔纽斯的圣弥额尔教堂展示。索波奇科将这幅圣像和它在各种灵修材料的小型复制品用于推广救主慈悲敬礼。
1948年，苏联当局封禁了圣弥额尔教堂，之后占领了立陶宛。这幅圣像此后一直保存在在废弃的教堂中。1951年，两位维尔纽斯的虔诚妇女布罗内·米尼奥泰特和雅尼娜·罗泽维奇从一名警卫手上买下这幅画，并将其藏在阁楼里。后来，出于安全考虑，她们将画交给了道明会圣神堂的本堂神父，但他决定不在教堂中展示这幅圣像。此时索波奇科已搬到波兰，但无法随身携带这幅画，他向朋友约瑟夫·格拉塞维奇表达了对这幅画的担忧，格拉塞维奇设法取得了这幅画，并将它转移到白俄罗斯新鲁达，安置于自己担任本堂神父的圣堂内。在那里，这幅圣像被当地信徒展示和敬礼。1970年，苏联当局封禁了该教堂并将其用作仓库，但这幅圣像依然被挂在废弃的教堂内，当地信徒继续秘密地对其进行敬礼。1986年，格拉塞维奇将圣像替换为复制品，将原件秘密运回维尔纽斯的圣神堂，并在那里对圣像进行了修复，这一修复显著改变了圣像的外观。之后圣像被展示并供奉在圣神堂里。2003年，这幅因曝光、清洗和修复而面目全非的圣像被专业地恢复到原样。2005年，圣像被搬到维尔纽斯的救主慈悲圣殿的主祭台上方。

### 海拉的版本
为感谢家人在二战中幸存，阿道夫·海拉创作了救主慈悲像的另一个版本作为还愿品。
海拉通过修道院的修女获得了傅天娜日记的描述和初始版本的一个小复制品。海拉版本的形象与卡齐米罗夫斯基的有些不同，前者将耶稣塑造成治愈世人的“神医”。他让耶稣贴近观众，而不仅仅是站着。基督的右手高高举起进行祝福，并注视着观众的眼睛。海拉版的最早版本中有乡村风景的背景，但在后来的复制品中被删除，因为它被认为是“非礼仪性的”。
海拉的这个版本也被称为“克拉科夫的救主慈悲像”，因为它被安置在克拉科夫的救主慈悲圣殿中。

### 其他版本

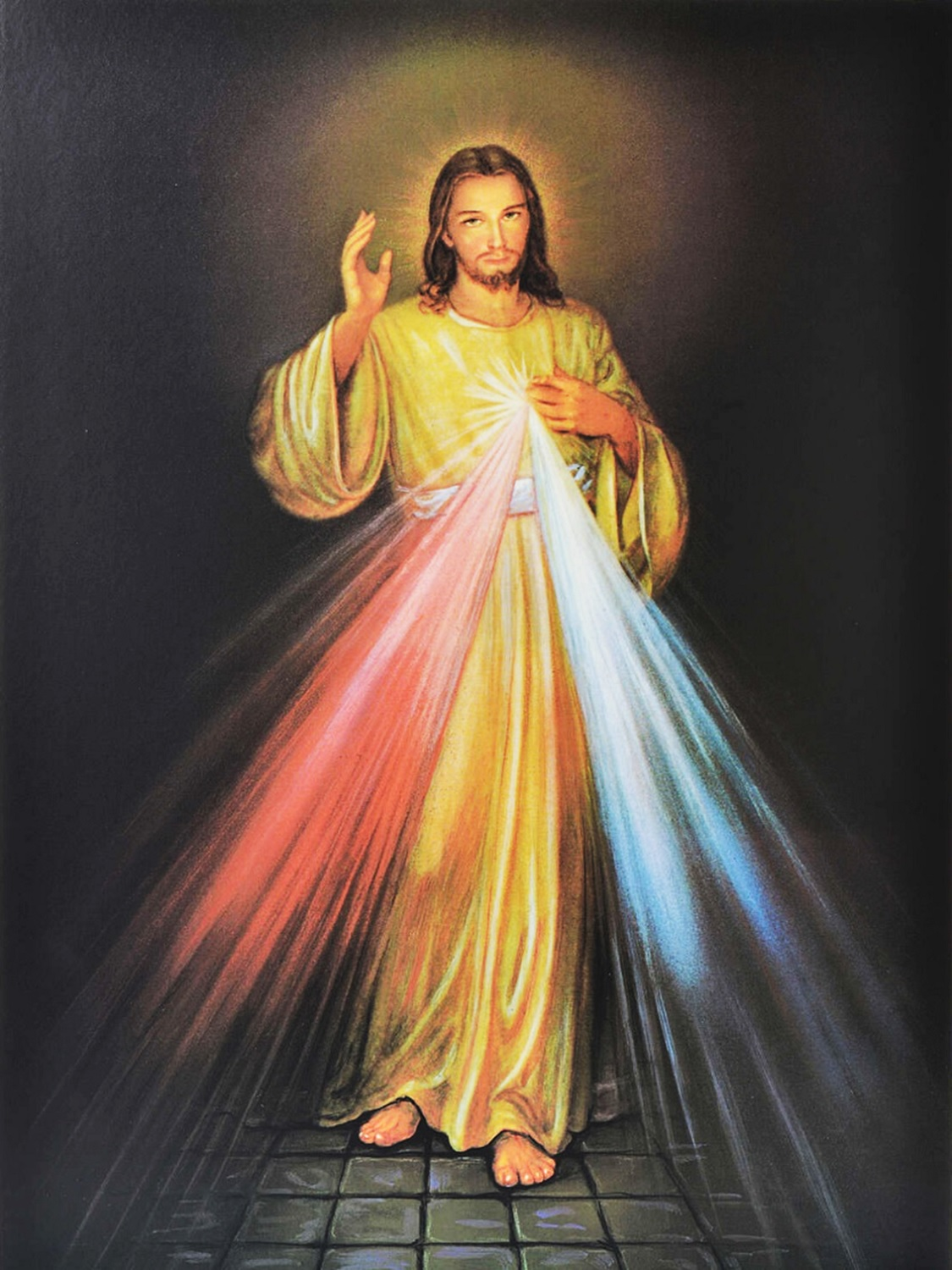
世界上最为流行的版本，基于阿道夫·海拉版创作，作者佚名。

在海拉完成他的版本之前，修女们委托斯坦尼斯瓦夫·巴托夫斯基创作了一个版本，但它毁于一场大火。巴托夫斯基因此又创作了一个版本，这个版本与海拉版几乎同时被送到修院。当时萨皮耶哈枢机恰巧在修院中，枢机选择了海拉的版本，因为这是出于还愿而奉献的。还有其他画家创作了救主慈悲像，但海拉的版本是被复制最多的。
1982年，美国画家罗伯特·斯肯普创作了一个版本。在这个版本中，耶稣站在拱门前，头上有更清晰的圆光。对救主慈悲的敬礼在菲律宾十分流行，而斯肯普和海拉的版本是在菲律宾最常见的版本。
1987年，斯维托扎·涅纽克也创作了一个版本，这个版本是基于原始版本的演绎。

## 禁止
1959年，出于多种原因，圣座禁止了该圣像及对它的敬礼。一些波兰主教质疑傅天娜的说法，并对圣像上与波兰国旗相似的红白图案感到不适。据报道，波兰神父将圣像上的光线解释为国旗的象征。教宗若望保禄二世十分支持傅天娜，在他的压力下，禁令于1978年4月15日被解除。